# ハイゼンベルク群
可換環 A 上のハイゼンベルク群 (英: Heisenberg group) とは、通常の行列の積に関して
{\displaystyle {\begin{bmatrix}1&b&c\\0&1&a\\0&0&1\end{bmatrix}}}
の形をした行列がなす群である。これは群の中心と交換子部分群が一致する非可換な冪零群であり、 H(A) などと表される。係数環 A としては実数体 R、整数環 Z、有限体 Z/pZ などを考えることが多い。
H(R) は3次元の単連結なリー群であり、任意の元は指数写像（行列の指数関数）を用いて
{\displaystyle {\begin{bmatrix}1&b&c+{\tfrac {1}{2}}ab\\0&1&a\\0&0&1\end{bmatrix}}=\exp {\begin{bmatrix}0&b&c\\0&0&a\\0&0&0\end{bmatrix}}}
と表すことができる。
H(Z) は H(R) の離散部分群であり、任意の元は
{\displaystyle x={\begin{bmatrix}1&0&0\\0&1&1\\0&0&1\end{bmatrix}},\quad y={\begin{bmatrix}1&1&0\\0&1&0\\0&0&1\end{bmatrix}},\quad z={\begin{bmatrix}1&0&1\\0&1&0\\0&0&1\end{bmatrix}}}
とおけば xaybzc と表せることがわかる。また z = y−1x−1yx が成り立つので H(Z) は x と y の2元から生成される。
H(Z/pZ) は一般線型群 GL3(Z/pZ) のシロー p 部分群で、位数は p3 である。p が奇素数のとき、すべての元 g は gp = 1 を満たす。